# Мёршель, Хайнц
Хайнц Роберт Мёршель Морено (исп. Heinz Robert Mörschel Moreno; род. 24 августа 1997, Санто-Доминго, Доминиканская Республика) — доминиканский футболист, полузащитник клуба «Визела» и сборной Доминиканской Республики. Участник Олимпийских игр 2024 в Париже.

## Клубная карьера
Мёршель — воспитанник клубов «Франкфурт» и «Майнц 05». В 2016 году он дебютировал за дублирующий состав последних. В 2018 году Мёршель перешёл в «Хольштайн». 3 августа в матче против «Гамбурга» он дебютировал во Второй Бундеслиге. 20 октября в поединке против «Кёльна» Хайнц забил свой первый гол за «Хольштайн». Летом 2019 года игрок выступал в Третьей Бундеслиге за клубы «Пройссен» и «Юрдинген 05».
В 2021 году Мёршель перешёл в дрезденское «Динамо». 21 января в матче против «Кайзерслатурна» он дебютировал за новый клуб. 6 февраля в поединке против «Магдебурга» Хайнц забил свой первый гол за «Динамо». По итогам сезона игрок помог клубу выйти в более высокий дивизион.
В начале 2023 года Мёршель подписал контракт с венгерским клубом «Уйпешт». 5 марта в матче против «Дебрецена» он дебютировал в чемпионате Венгрии. 16 апреля в поединке против «Пакша» Хайнц забил свой первый гол за «Уйпешт».

## Карьера в сборной
9 сентября 2023 года в Лиге наций КОНКАКАФ против сборной Никарагуа Мёршель дебютировал за сборную Доминиканской Республики. 14 октября в поединке против сборной Барбадоса он забил свой первый гол за национальную команду.
В 2024 году Мёршель в составе олимпийской сборной Доминиканской Республики принял участие в Олимпийских играх в Париже. На турнире он сыграл в матчах против команд Египта, Испании и Узбекистана.

### Голы за сборную Доминиканской Республики
| #  | Дата            | Место                                                                       | Противник | Счёт | Результат | Соревнование                  |
| -- | --------------- | --------------------------------------------------------------------------- | --------- | ---- | --------- | ----------------------------- |
| 1. | 14 октября 2023 | Вайлди Тёрф, Бриджтаун, Барбадос                                            | Барбадос  | 0:4  | 0:5       | Лига наций КОНКАКАФ 2023/2024 |
| 2. | 17 октября 2023 | Эстадио Сибао, Сантьяго-де-лос-Трейнта-Кабальерос, Доминиканская Респбулика | Барбадос  | 4:1  | 5:2       | Лига наций КОНКАКАФ 2023/2024 |